# Onthophagus gangulu
Onthophagus gangulu là một loài bọ cánh cứng trong họ Bọ hung (Scarabaeidae).